# Daniele Franco
Daniele Franco (Trichiana, 7 de junio de 1953) es un economista, banquero y funcionario italiano. Desde el 13 de febrero de 2021 hasta el 22 de octubre de 2022 fue el ministro de Economía y Finanzas en el gobierno de Mario Draghi. Desde el 1 de enero de 2020 es  director general del Banco de Italia .

## Biografía
Licenciado en Ciencias Políticas por la Universidad de Padua en 1977, en 1978 realizó un máster en Organización Empresarial del Consorcio Universitario de Organización Empresarial de Padua y otro en Ciencias Económicas, otorgado por la Universidad de York, de Reino Unido. En 1979 se incorporó al Banco de Italia donde trabajó hasta 1994 año en el que pasó a ser asesor económico de la Dirección General de Asuntos Económicos y Financieros de la Comisión Europea. 
De 1997 a 2007 regresó al Banco de Italia, donde fue director del Departamento de Finanzas Públicas del Departamento de Investigación.
Desde el 17 de mayo de 2013 al 14 de mayo de 2019 fue presidente de la Contaduría General del Estado. En octubre de 2018 miembros del Movimiento 5 estrellas reclamaron su dimisión por el caso de una norma que asignaba recursos a la Cruz Roja.
El 20 de mayo de 2019 se convirtió en director general adjunto del Banco de Italia, para convertirse en su director general a partir del 1 de enero de 2020, así como presidente del Instituto de Supervisión de Seguros .
Desde el 13 de febrero de 2021 es Ministro de Economía y Finanzas del Gobierno de Draghi. Se le considera una persona cercana a Draghi que fue gobernador del Bancon de Italia entre 2006 y 2011.